# Murfeld
Murfeld est une ancienne commune autrichienne du district de Südoststeiermark en Styrie.

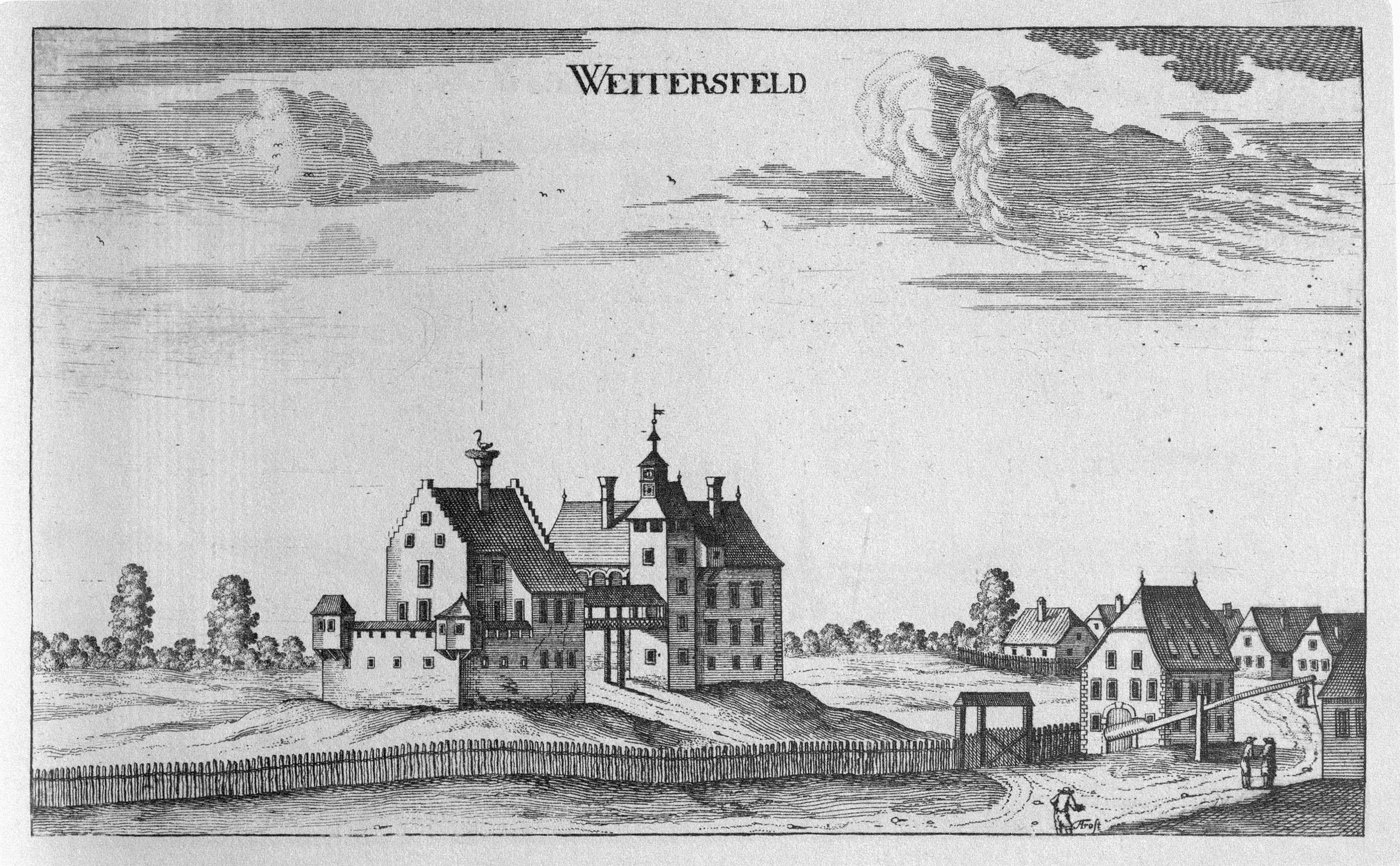
Vischer - Topographia Ducatus Stiriae - 468 Weitersfeld bei Mureck